# 水手裙

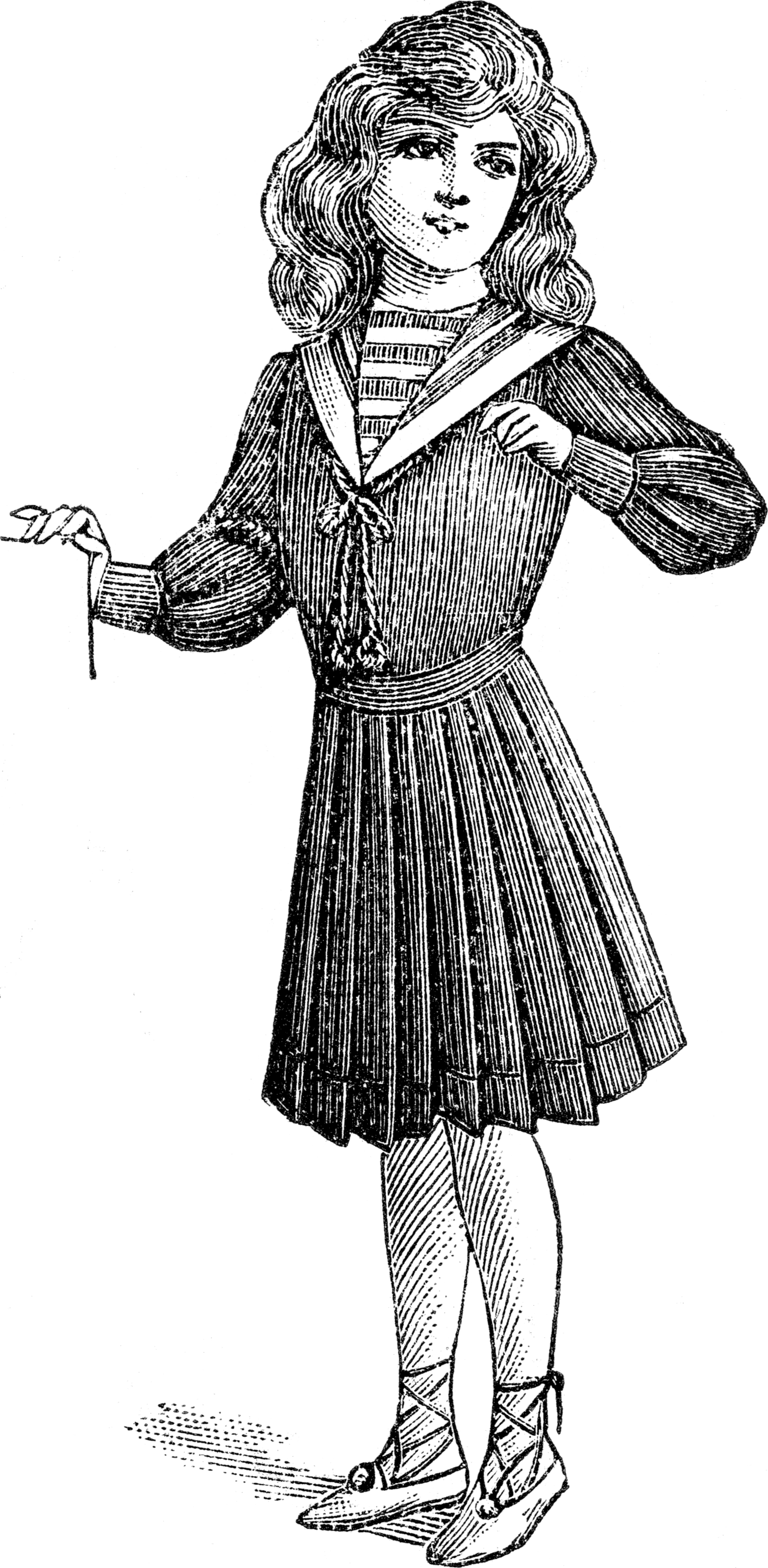
1911年—1912年法國出版物中穿水手裙的女孩

水手裙（英語：sailor dress）是依水手服樣式設計的连衣裙，這種樣式尤見於緊身胸衣與衣領。水手領的襯衫被稱为水手襯衫（middy blouse，源自，即海軍學校學員）。20世紀初美国以設計水手裙的海軍裁縫名之彼得·湯姆森連衣裙（Peter Thomson dress）。

## 彼得·湯姆森連衣裙

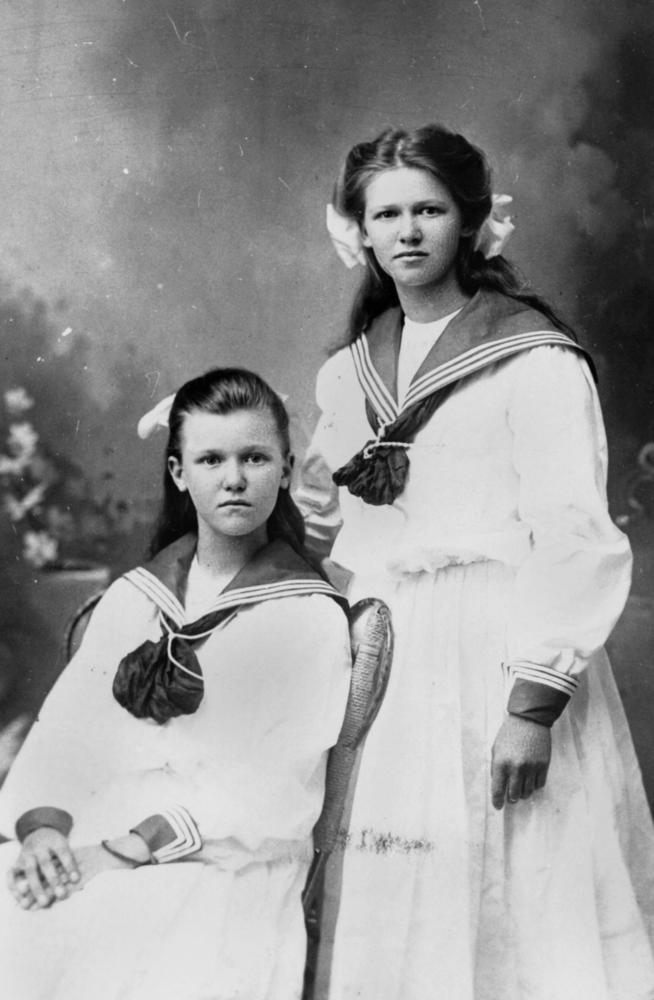
兩名穿水手裙的女孩，約攝於1910年

彼得·湯姆森（或作湯普森）1900年左右在美國纽约、費城開設裁縫店。他為婦孺設計的原創水手裙與套裝藏於大都會博物館服裝學院、费城艺术博物馆等美國博物館。彼得·湯姆森連衣裙的夏裝以棉或亞麻製成，冬裝以羊毛製成。商家宣傳其為女學生理想服裝，並受試圖建立「標準樣式」服裝者歡迎。至1919年，彼得·湯姆森連衣裙成為校服的有效選擇，以及「適合14—18歲女孩穿著多年好品味」的代名詞。彼得·湯姆森樣式亦用於早期泳裝的緊身胸衣。
彼得·湯姆森設計流行前，水手樣式的連衣裙已廣為人知。1887年瑞典，自然腰圍與百褶裙的「水手裙」是服裝改革運動所提倡適合女孩的設計。

## 20世紀末21世紀初
水手樣式有時用於婦人服裝，但20世紀中葉以來主要用於嬰幼兒的連衣裙。20世紀後期，水手樣式與孕婦裝聯繫在一起，導致對水手樣式女裝的負面印象，以及穿著者「孩子氣」的一般觀念。孕婦裝設計師利茲·蘭格說：「她不應僅因有孩子就穿得孩子氣；讓蹣跚學步的孩子穿水手服是一回事，讓成年女子遭受這樣的命運完全是另一回事。」